# Andropadus
Andropadus is een monotypisch geslacht van zangvogels uit de familie buulbuuls (Pycnonotidae). 

## Soorten
De enige soort in dit geslacht:
- Andropadus importunus  – Vale buulbuul